# Hattengehau
Hattengehau is een nederzetting in de Duitse gemeente Treffurt in het Wartburgkreis in Thüringen. De plaats dateert waarschijnlijk uit de zeventiende eeuw. Het wordt in 1786 voor het eerst vermeld in een oorkonde.
Falken · Großburschla · Hattengehau · Ifta · Schnellmannshausen · Schrapfendorf · Treffurt · Volteroda · Wolfmannsgehau